# Seznam dílů seriálu Poper se s tím!
Toto je seznam dílů seriálu Poper se s tím!.

## Přehled řad
| Řada | Díly | Premiéra v USA    | Premiéra v USA  | Premiéra v ČR   | Premiéra v ČR   |
| Řada | Díly | První díl         | Poslední díl    | První díl       | Poslední díl    |
| ---- | ---- | ----------------- | --------------- | --------------- | --------------- |
| 1    | 22   | 14. července 2019 | 8. března 2020  | 16. března 2020 | 5. června 2020  |
| 2    | 21   | 15. března 2020   | 14. května 2021 | 1. února 2021   | 28. května 2021 |

## Seznam dílů

### První řada (2019–2020)
| Č. v seriálu | Č. v řadě | Původní název                                | Český název                    | Režie                 | Scénář                                  | Premiéra v USA     | Premiéra v ČR   | Prod. kód |
| ------------ | --------- | -------------------------------------------- | ------------------------------ | --------------------- | --------------------------------------- | ------------------ | --------------- | --------- |
| 1            | 1         | Career Day Catastrophe                       | Den karierních katastrof       | James Widdoes         | Trevor Moore a Adam Small               | 14. června 2019    | 16. března 2020 | 101       |
| 2            | 2         | The Birthday War                             | Narozeninová válka             | Jon Rosenbaum         | Trevor Moore a Adam Small               | 19. června 2019    | 17. března 2020 | 102       |
| 3            | 3         | Blair Gets Grounded                          | Blair má domácí vězení         | Leonard R. Garner Jr. | Trevor Moore a Adam Small               | 26. června 2019    | 18. března 2020 | 104       |
| 4            | 4         | No Thank You for Your Service                | Poděkování za službu v armádě  | Robbie Countryman     | Desirée Proctor a Erica Harrell         | 3. července 2019   | 19. března 2020 | 106       |
| 5            | 5         | Date Fright                                  | Nepovedené rande               | Wendy Faraone         | Brandon Cohen                           | 10. července 2019  | 20. března 2020 | 103       |
| 6            | 6         | Karate Wars IV: Dawn of the Karate Wars      | Války Karate IV: Úsvit Karate  | Leonard R. Garner Jr. | Sam Miller                              | 17. července 2019  | 23. března 2020 | 109       |
| 7            | 7         | The Elevator                                 | Výtah                          | Trevor Kirschner      | Trevor Moore & Adam Small               | 24. července 2019  | 24. března 2020 | 108       |
| 8            | 8         | Bringing Up Toilet                           |                                | Wendy Faraone         | Jessica Kaminsky                        | 13. září 2019      | 25. března 2020 | 115       |
| 9            | 9         | General Nuisance                             |                                | Leonard R. Garner Jr. | Calise Hawkins                          | 20. září 2019      | 26. března 2020 | 113       |
| 10           | 10        | And Gator Makes Five                         | Gator boduje                   | Wendy Faraone         | Trevor Moore a Adam Small               | 27. září 2019      | 27. března 2020 | 110       |
| 11           | 11        | You Decide LIVE!                             |                                | Sandra Restrepo       | Trevor Moore a Adam Small               | 4. října 2019      | nebylo vysíláno | 122-123   |
| 12           | 12        | Root of All Fears                            |                                | Wendy Faraone         | Phillip Walker                          | 11. října 2019     | 25. května 2020 | 112       |
| 13           | 13        | The Tutor                                    |                                | Robbie Countryman     | Lee House                               | 18. října 2019     | 26. května 2020 | 111       |
| 14           | 14        | Snow Way Out                                 | Únik před sněhovou vánicí      | Adam Small            | Jonathan De Weerd a Keerthi Harishankar | 25. října 2019     | 27. května 2020 | 118       |
| 15           | 15        | Gator's Reunion                              |                                | Trevor Moore          | Trevor Moore a Adam Small               | 1. listopadu 2019  | 28. května 2020 | 117       |
| 16           | 16        | The Big Sneak                                | Mimořádná Výpůjčka             | Wendy Faraone         | Jessica Kaminsky                        | 15. listopadu 2019 | 1. června 2020  | 105       |
| 17           | 17        | Family Squabbles                             |                                | Wendy Faraone         | Trevor Moore a Adam Small               | 22. listopadu 2019 | 29. května 2020 | 114       |
| 18           | 18        | Owenfest                                     | OwenFest                       | Robbie Countryman     | Brandon Cohen                           | 29. listopadu 2019 | 2. června 2020  | 116       |
| 19           | 19        | Merry Christmas, Mr. Gooch                   | Veselé Vánoce, pane Goochi     | Trevor Moore          | Trevor Moore & Adam Small               | 6. prosince 2019   | 14. září 2020   | 120       |
| 20           | 20        | Owen and Blair in the Morning                | Ráno s Owenem a Blair          | Trevor Kirschner      | Trevor Moore a Adam Small               | 23. února 2020     | 3. června 2020  | 107       |
| 21           | 21        | The People vs. Blair Bennett                 | Lid versus Blair Bennettová    | Trevor Kirschner      | Trevor Moore a Adam Small               | 1. března 2020     | 4. června 2020  | 119       |
| 22           | 22        | Byron & the Gator: The Far Side of the World | Byron & Gator: Daleko ve světe | Kelly Park            | Trevor Moore a Adam Small               | 8. března 2020     | 5. června 2020  | 121       |

### Druhá řada (2020–2021)
| Č. v seriálu | Č. v řadě | Původní název                                    | Český název                               | Režie                  | Scénář                          | Premiéra v USA     | Premiéra v ČR   | Prod. kód |
| ------------ | --------- | ------------------------------------------------ | ----------------------------------------- | ---------------------- | ------------------------------- | ------------------ | --------------- | --------- |
| 23           | 1         | Grandpa Moves In                                 | Bydlení s dědou                           | Leonard R. Garner Jr.  | Trevor Moore a Adam Small       | 15. března 2020    | 1. února 2021   | 201       |
| 24           | 2         | The Most Brilliant Blair in the World            | Geniální Blair                            | Leonard R. Garner Jr.  | Jessica Kaminsky                | 22. března 2020    | 2. února 2021   | 202       |
| 25           | 3         | The Great Coconuts Caper                         | Kokounatův parádní kousek                 | Robbie Countryman      | Brandon Cohen                   | 29. března 2020    | 3. února 2021   | 204       |
| 26           | 4         | Grandpa Gets Grounded                            | Děda má domácí vězení                     | Robbie Countryman      | Phillip Walker                  | 5. dubna 2020      | 4. února 2021   | 205       |
| 27           | 5         | Grandma & Grandpa Sittin' in a Tree              | Babička a děda se zamilují                | Wendy Faraone          | Trevor Moore a Adam Small       | 19. dubna 2020     | 5. února 2021   | 203       |
| 28           | 6         | Aliens Among Us                                  | Mimozemšťané Mezi námi                    | Danielle Fishel        | Marisol Diaz                    | 16. října 2020     | 17. května 2021 | 211       |
| 29           | 7         | Shayna Pennsylvania                              | Shayna Pennsylvania                       | Wendy Faraone          | Trevor Moore a Adam Small       | 23. října 2020     | 10. února 2021  | 206       |
| 30           | 8         | The Preventers Directive                         | Obránci směrnic                           | Wendy Faraone          | Trevor Moore a Adam Small       | 6. listopadu 2020  | 8. února 2021   | 208       |
| 31           | 9         | The Preventers Directive: Part Two: The End Part | Obránci směrnic: Druhá část: Konečná část | Trevor Moore           | Trevor Moore a Adam Small       | 13. listopadu 2020 | 9. února 2021   | 209       |
| 32           | 10        | Owen's Bromance                                  | Owenova bromance                          | Wendy Faraone          | Erica Eastrich                  | 20. listopadu 2020 | 11. února 2021  | 207       |
| 33           | 11        | Maybe Baby                                       | Možná dítě                                | Adam Small             | Laura Moses                     | 27. listopadu 2020 | 12. února 2021  | 210       |
| 34           | 12        | The Most Wonderful Crime of the Year             | Nejúžasnější zločin roku                  | Trevor Moore           | Trevor Moore a Adam Small       | 11. prosince 2020  | 17. května 2021 | 218       |
| 35           | 13        | Just Reminisce with It!                          | Stačí si vzpomenout!                      | Allison Scagliotti     | Jared Logan                     | 19. března 2021    | 18. května 2021 | 212       |
| 36           | 14        | Warlock World: War of the Warlocks               | Čarodějný svět: Válka Čarodějů            | Allison Scagliotti     | Desiree Proctor a Erica Harrell | 26. března 2021    | 19. května 2021 | 213       |
| 37           | 15        | A League of Their Own                            | Owen v týmu soupeře                       | Wendy Faraone          | Marina Quintero                 | 2. dubna 2021      | 20. května 2021 | 214       |
| 38           | 16        | The Great Switchy Witchy                         | Povedená výměna                           | Wendy Faraone          | Marie Cheng                     | 9. dubna 2021      | 21. května 2021 | 215       |
| 39           | 17        | In da Club                                       | Nejlepší kroužek                          | Adam Small             | Jonathan De Weerd               | 16. dubna 2021     | 24. května 2021 | 215       |
| 40           | 18        | The Blair Crush Project                          | Plán pro zamilovanou Blair                | Kim Wayans             | Jessica Kaminsky                | 23. dubna 2021     | 25. května 2021 | 217       |
| 41           | 19        | Blair Bennett - Child Activist                   | Blair Bennetová - dětská aktivistka       | Kelly Elizabeth Jensen | Brandon Cohen                   | 30. dubna 2021     | 26. května 2021 | 219       |
| 42           | 20        | Lightning and Lockdown                           | Bouřka a lockdown                         | Robbie Countryman      | Trevor Moore a Adam Small       | 7. května 2021     | 27. května 2021 | 220       |
| 43           | 21        | Before the Beginning                             | Jak to začalo                             | Robbie Countryman      | Trevor Moore a Adam Small       | 14. května 2021    | 28. května 2021 | 221       |